# 琵琶譜
《琵琶谱》，又稱《南北二派秘本琵琶譜真傳》、《華秋苹琵琶谱》或《華氏譜》，共3卷，华秋苹、華子同合編，1818年於江蘇無錫出版，是目前所發現最早印行的琵琶樂譜。收录南北两派琵琶小曲62首，套曲6首。原谱已不存。
《桐轩琵琶谱》，又稱《琵琶譜桐軒本》由浙江桐轩主人撰订的文本，為《琵琶譜》的1824年传谱，並加上7首民間小曲為華氏所無，為現存于上海的唯一手书本，此譜集南北两派曲目共110首，用工尺谱记谱，每曲都用琵琶音位图标注的定弦和指法提示。原谱由其后人保存。
- 梅约翰：〈《华秋苹琵琶谱》中的音乐结构 （页面存档备份，存于）〉。